# Kurt Conradi
Kurt Conradi (* 19. Juni 1924 in Leipzig; † 4. Juni 2014 in Berlin) war ein deutscher Schauspieler.

## Theater
Conradi nahm privaten Schauspielunterricht bei Hans-Joachim Recknitz und absolvierte zudem nach 1945 ein Schauspielstudium an der Hochschule für Musik in Leipzig. 1947 gab er in Sangerhausen sein Bühnendebüt. Es folgten Theaterengagements in Zwickau, Radebeul, Magdeburg und 1956 in der DDR am Deutschen Theater Berlin unter Wolfgang Langhoff. Nach dem Mauerbau trat Conradi, der trotz seines Engagements am DT seinen Wohnsitz in Berlin-Grunewald hatte, nur noch an bundesrepublikanischen Bühnen auf. So spielte er in Hamburg, Kassel, Düsseldorf und Berlin sowie in Tourneetheatern. Auch an deutschsprachigen Bühnen im europäischen Ausland wie Zürich war er zu sehen.
- 1957: William Shakespeare: König Lear (Edmund) – Regie: Wolfgang Langhoff (Deutsches Theater Berlin)
- 1958: Joachim Knauth: Wer die Wahl hat (Student) – Regie: Ernst Kahler (Deutsches Theater Berlin – Kammerspiele)
- 1958: Erich Maria Remarque: Die letzte Station (Sowjetsoldat) – Regie: Emil Stöhr (Deutsches Theater Berlin – Kammerspiele)
- 1960: Peter Karvaš: Mitternachtsmesse (Sohn) – Regie: Ernst Kahler (Deutsches Theater Berlin – Kammerspiele)

## Film und Fernsehen

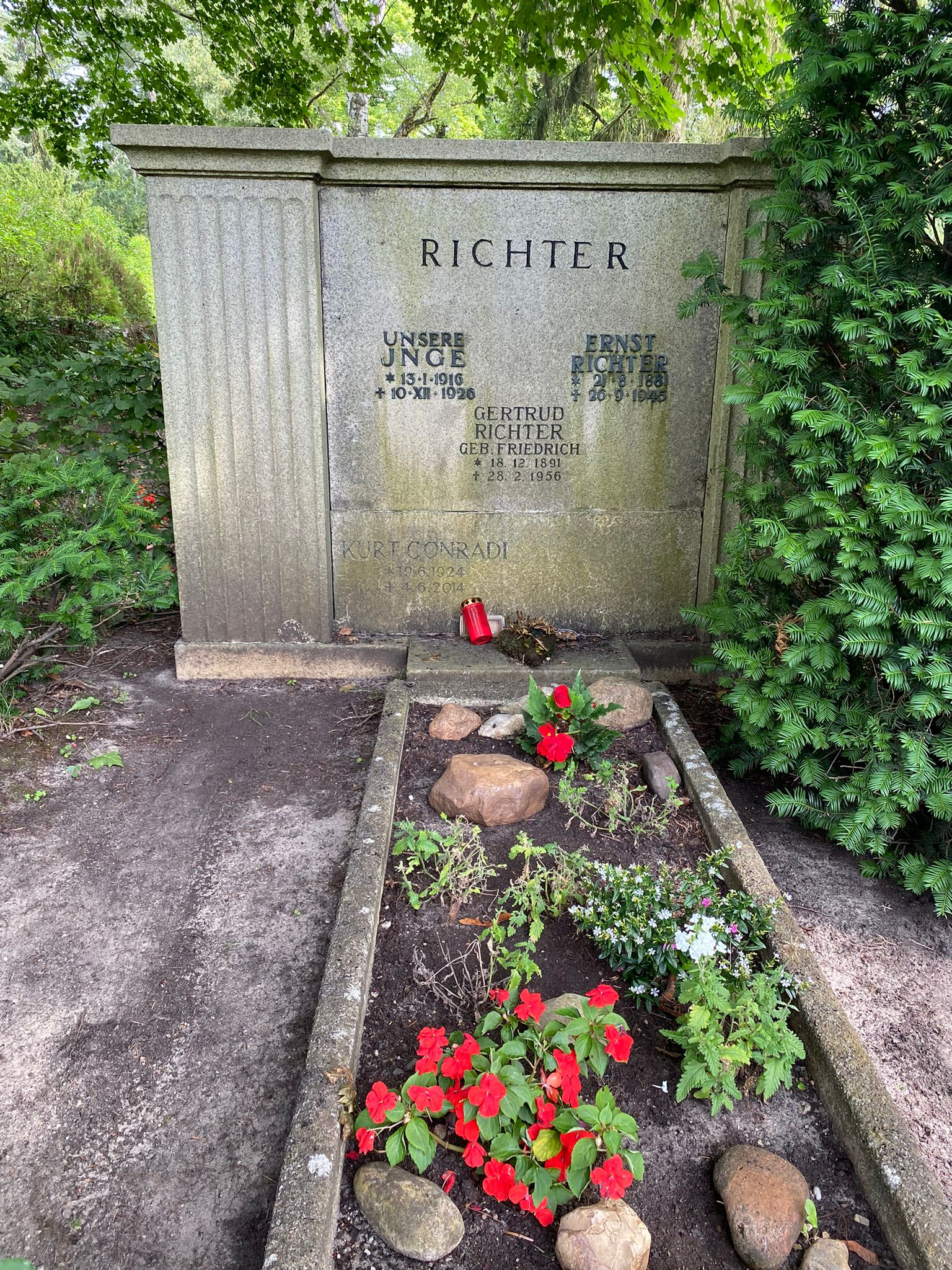
Grabstätte auf dem Friedhof Steglitz

Während seines Engagements am DT Berlin erhielt Conradi auch einige Rollen in Produktionen der DEFA und des DFF. Er spielte den zum Tode verurteilten Soldaten in Joachim Kunerts Die letzte Nacht, den Einbeinigen Veteranen in der Borchert-Verfilmung Draußen vor der Tür, unter der Regie von Kurt Maetzig in Der Traum des Hauptmann Loy, in einer Stacheltier-Komödie und der Regie von Herwart Grosse sowie neben Gerry Wolff als ermittelnde Polizisten in Heinz Thiels Kriminalfilm Tanz am Sonnabend – Mord?. Ab 1962 trat Conradi fast ausschließlich in westdeutschen Produktionen auf wie in Gustav Burmesters Drama Stalingrad und neben Inge Meysel in John Oldens Der rote Hahn. Unter Oldens Regie spielte Conradi 1966 auch eine seiner bekanntesten Fernsehrollen: Im dreiteiligen Straßenfeger Die Gentlemen bitten zur Kasse verkörperte er unter dem Rollennamen „Arthur Finnegan“ den britischen Postzugräuber Ronald Biggs. Außerdem wirkte er in der Ursela-Monn-Komödie Einmal Ku’damm und zurück mit sowie in einer wiederkehrenden Rolle in der tschechoslowakischen Fernsehserie Cirkus Humberto. In Wolf Vollmars Adaption von Hans Hellmut Kirsts Fabrik der Offiziere spielte er den nationalsozialistischen „Gerichtsrat Wirrmann“, der letztendlich für den Tod der Hauptfiguren verantwortlich ist. Daneben übernahm er Gastrollen in verschiedenen Fernsehserien wie Praxis Bülowbogen, Detektivbüro Roth, Ein Fall für zwei und Hafenpolizei.
Darüber hinaus lieh Conradi, der mit der Schauspielkollegin Ursula Richter verheiratet war, als Synchronsprecher „Q“ Desmond Llewelyn im James-Bond-Thriller Man lebt nur zweimal seine Stimme.

## Filmografie (Auswahl)
- 1958: Er ging an meiner Seite
- 1958: Köpfchen muss man haben
- 1959: Die Spieldose
- 1959: Spuk in Villa Sonnenschein (Fernsehfilm)
- 1960: Fernsehpitaval: Der Fall René Levacher alias… (Fernsehreihe)
- 1960: Toter Winkel
- 1960: 2 x Madeleine
- 1960: Draußen vor der Tür
- 1961: Die letzte Nacht
- 1961: Das Stacheltier – Die Mutprobe
- 1961: Der Traum des Hauptmann Loy
- 1962: Der rote Hahn
- 1962: Tanz am Sonnabend – Mord?
- 1963: Stalingrad
- 1964: Der Prozeß Carl von O.
- 1964: Hafenpolizei – Der Betriebsausflug
- 1965: Ein Wintermärchen
- 1966: Die Gentlemen bitten zur Kasse (TV-Dreiteiler)
- 1967: Zuchthaus
- 1968: Tragödie auf der Jagd
- 1969: …tot im Kanapu
- 1970: Gesellschaft für Miss Wright
- 1970: Die Barrikade
- 1970: August der Starke – Ein ganzes Volk nennt ihn Papa
- 1978: Der Spinnenmörder
- 1981: Manövergäste
- 1981: Ein Fall für zwei – Das Haus in Frankreich
- 1985: Einmal Ku’damm und zurück
- 1986: Schiller
- 1988: Cirkus Humberto
- 1989: Fabrik der Offiziere

## Hörspiele
- 1960: Joachim Goll: Ein Arzt unterwegs (Dr. Wolf) – Regie: Helmut Hellstorff (Hörspiel – Rundfunk der DDR)
- 1961: Rolf Schneider: Prozeß Richard Waverly (Reverend Miles) – Regie: Otto Dierichs (Hörspiel – Rundfunk der DDR)